# Cikel Marije Medičejske
Cikel Marije Medičejske je serija štiriindvajsetih slik Petra Paula Rubensa, ki jih je za luksemburško palačo v Parizu naročila Marija Medičejska, vdova Henrika IV. Rubens je naročilo dobil jeseni 1621. Po pogajanjih o pogojih pogodbe v začetku leta 1622 naj bi bil projekt končan v dveh letih, kar sovpada s poroko Marijine hčere Henriette Marije. Enaindvajset slik prikazuje Marijeve lastne borbe in zmage v življenju. Preostale tri so portreti nje in njenih staršev. Slike zdaj visijo v pariškem Louvru.

## Naročilo
Veliko se ugiba o natančnih okoliščinah, v katerih se je Marja Medičejska odločila, da bo Rubensu naročila, naj naslika »tako velikanski projekt, zasnovan v resnično junaških razmerjih«. John Coolidge meni, da je bil cikel morda celo naročen za tekmovanje z drugo slavno Rubensovo serijo, Konstantinove tapiserije, ki jo je zasnoval v svojem ateljeju hkrati s prvimi slikami cikla Medici. Predlagano je bilo tudi, da je Rubens na zahtevo Ludvika XIII., sina Marij Medičejske in naslednice prestola, pripravil številne oljne skice, kar je morda vplivalo na odločitev kraljice, da je Rubensu dokončno naročila cikel leta 1621. Vendar pa se zdi, da je ovekovečenje njenega življenja najbolj očiten razlog, da je kraljica izbrala slikarja, ki je bil sposoben izvesti tako zahtevno nalogo. Peter Paul Rubens se je že uveljavil kot izjemen slikar in imel je tudi prednost, da je ohranil tesne vezi z več pomembnimi ljudmi tistega časa, vključno s sestro Marije Medičejske, ženo enega prvih pomembnih Rubensovih pokroviteljev, vojvode Gonzage. Podatki o naročilu v pogodbi, ki jo je podpisal Rubens, še zdaleč niso podrobni in se osredotočajo predvsem na število slik v ciklusu, posvečenem kraljičinemu življenju in veliko manj natančni, ko gre za cikel, ki hvali njenega moža Henrika IV. V pogodbi je bilo zapisano, da naj bi Rubens naslikal vse figure, kar naj bi mu omogočilo zaposlitev pomočnikov za ozadja in podrobnosti.

## Marija Medičejska
Marija Medičejska je postala druga žena francoskega kralja Henrika IV. po pooblaščencu 5. oktobra 1600 v zakonski zvezi zaradi moči, vložene od njenega strica, velikega vojvode Ferdinanda Toskanskega. Ko je bil leta 1610 Henrik IV. umorjen, je bil Ludvik XIII., njegov sin in naslednik prestola, star le osem let. Ludvikova mati Marija je v primeru mladoletnega vladarja delovala kot njegova regentka, kot je zapovedal frankovski salijki zakon. Tudi ko je bil leta 1614 star trinajst let, je kraljica še naprej vladala namesto njega. Leta 1617 se je Ludvik XIII. končno odločil, da bo pri petnajstih letih prevzel vodstvene zadeve v svoje roke in kraljica so izgnali v Blois.
Ludvik in njegova mati se več kot štiri leta nista sprijaznila in končno so leta 1621 Mariji dovolili vrnitev v Pariz. Po vrnitvi se je osredotočila na gradnjo in dekoracijo Luksemburške palače, ogromnega posla, pri katerem je Peter Paul Rubens igral ključno vlogo. Rubens, takrat dvorni slikar vojvodine Mantove pod vodstvom Vincenza I Gonzage, je Marijo prvič spoznal na poroki v Firencah leta 1600. Leta 1621 je Marija Medičejska naročila Rubensu, da je naslikal dve veliki seriji, ki prikazujeta življenje njenega pokojnega moža Henrika IV., da bi okrasila obe krili prvega nadstropja Luksemburške palače. Prva serija z 21 platni prikazuje Marijino življenje v glavnem alegorično in je bila končana do konca leta 1624, kar sovpada s praznovanjem poroke njene hčere Henriette Marije z anglečškim kraljem Karlom I. 11. maja 1625. 9] Cikel slik, posvečenih življenju Henrika IV. ni bil nikoli zaključen, čeprav obstajajo nekatere predhodne skice. Da serija Henrika IV. ni bila realizirana, lahko delno pripišemo dejstvu, da je Mariji Medičejski njen sin leta 1631 za vedno prepovedal vstop v Francijo. Pobegnila je v Bruselj in kasneje leta 1642 umrla v izgnanstvu v isti hiši, v kateri je družina Petra Paula Rubensa živela več kot petdeset let prej.
Medtem ko je bil ta cikel ena prvih Rubensovih velikih naročil, se je življenje Marije Medičejske izkazalo za težko predstavljivo. Rubens je imel nalogo ustvariti enaindvajset slik o ženski, katere življenje je bilo mogoče meriti po njeni poroki s Henrikom IV. in rojstvom njenih šestih otrok, od katerih je eden umrl v povojih. Takrat ženske na splošno niso prejemale takšnih pohvalnih poklonov, čeprav je bil Rubens, če kdo, dobro opremljen za to delo in je zelo spoštoval 'vrline nasprotnega spola', kot je razvidno iz njegovih naročil za nadvojvodinjo Isabello. Poleg tega Marijino življenje v nasprotju z njenim možem ni bilo okrašeno z zmagovitimi zmagami niti prekinjeno s strani premaganih sovražnikov. Namesto tega so posledice političnega škandala v njenem življenju dobesedno prikazovale dogodke, ki so bili preveč sporni, da bi jih Rubens izvršil, ne da bi pri tem povzročil neodobravanje drugih v vladi. Rubens še zdaleč ni zgrešil s svojim impresivnim poznavanjem klasične literature in umetniških tradicij z uporabo alegoričnih predstav tako za poveličevanje vsakdanjih vidikov kot za občutljivo ponazoritev manj ugodnih dogodkov v Marijinem življenju. V 16. in 17. stoletju so ikonografijo krščanskega sveta, pa tudi grškega in rimskega panteona razumeli dobro izobraženi umetniki in državljani kot znano sredstvo, ki se uporablja v umetnosti. Rubens je naslikal ekstravagantne podobe kraljice matere, obkrožene s starodavnimi bogovi in jo včasih celo častil s pomočjo teh naprav. Dvoumnost figur je bila v bistvu uporabljena za upodobitev Marije v pozitivni luči.
To naročilo Rubensu je bilo navdih tudi za druge umetnike, zlasti za francoske slikarje  Jean-Antoinu Watteauju (1684–1721) in Françoisu Boucherju (1703–1770), ki sta izdelala kopije iz cikla Medici.

## Slike
Prvotno so bile slike v kronološkem vrstnem redu obešene v smeri urnega kazalca in so krasile stene čakalnice, ki se je širila iz kraljevega stanovanja v Luksemburški palači Marije Medičejske. Slike so zdaj v istem vrstnem redu razstavljene v Louvru. Dodatna trditev je, da si je Marija zamislila, da bi se te slike preučevale izmenično, od leve proti desni, zato bi moral premišljen gledalec križariti po galeriji. Coolidge tudi trdi, da si je Marija predmete predstavljala, da spadajo v pare in nadalje v skupine. Zato je bila Marijina vizualna biografija razdeljena na tri glavna poglavja: otroštvo, življenje zakonske kraljice in regentstvo kot vdova. Vse slike so enako visoke, razlikujejo se po širini, da ustrezajo obliki prostora, ki so jim bile namenjene. Šestnajst slik, ki so prekrivale dolge stene galerije, meri približno štiri metre in tri metre v širino, tri večje slike na koncu sobe so štiri metre visoke in sedem metrov široke.
Prvotno bi gledalec vstopil v galerijo iz jugovzhodnega kota. Najbolj vidna dela s tega zornega kota so bili Kronanje v Saint Denisu in Smrt Henrika IV. in Razglasitev regentstva. Cikel se je začel pri vhodni steni, na njem pa so bile slike Marijinih otroških let in poroke s Henrikom IV. Štiri podobe so posvečene zakonski zvezi, verjetno zato, ker je bila poroka pri sorazmerno starih sedemindvajsetih letih Marije za žensko takrat precej redka. Ta polovica se konča z upodobitvijo Marijinega kronanja. Stena nasproti vhoda v galerijo predstavlja podobo atentata in prevzema Henrika IV., pa tudi razglasitev vdovske regentke Marije. Od tam se druga polovica Rubensovega cikla začne ukvarjati z bolj spornimi vprašanji iz Marijine vladavine. Na primer, prepir in sprava s sinom Ludvikom XII.
Zgodovinsko obdobje, ki je zajemalo temo slik, je bilo čas političnega preobrata, v katerem si je Rubens prizadeval, da ne bi užalil vladajočega francoskega monarha. Rubens se je tako obrnil k mitološkim aluzijam, emblematičnim sklicevanjem, poosebljanjem pregreh in vrlin ter verskim analogijam, da bi zastrl pogosto neherojsko ali dvoumno resničnost. V tem kontekstu se lahko Rubensov pristop k 'zgodovinski resnici' zdi selektiven ali še huje, nepošten, vendar ni bil niti zgodovinar v sodobnem smislu niti novinar; cikel Medici ni reportaža, temveč poetična preobrazba.
Kot pripovedni vir za cikel Marije Medičejske je Rubens uporabil antično literarno zvrst, ki raziskuje idealno kraljevstvo in dobro vladanje. Ta literarna zvrst se imenuje panegirika. Panegirični spisi so bili običajno napisani med pomembnim političnim dogodkom, na primer rojstvom princa in so bili uporabljeni za povišanje lastnosti in prednikov vladarja. Panegirični spisi sledijo formalni kronološki strukturi, ki podrobno opisuje poreklo, rojstvo, izobrazbo in življenje posameznika. Rubens je sledil tej strukturi v svoji seriji slik o Mariji Medičejski.
Cena cikla Marija Medičejska je bila približno 24.000 goldinarjev za 292 kvadratnih metrov, kar znaša približno 82 goldinarjev ali 1512 dolarjev na kvadratni meter.

### Usoda Marije Medičejske
Prva slika pripovednega cikla Usoda Marije Medičejske je zasukana sestava treh sojenic na oblakih pod nebesnimi figurami Junone in Jupitra.
Sojenice so upodobljene kot čudovite gole boginje, ki vrtijo nit usode Marije Medičejske; njihova prisotnost pri Marijinem rojstvu ji zagotavlja blaginjo in uspeh kot vladarice, ki je bila razkrita v naslednjih panojih cikla. V grški in rimski mitologiji je ena sojenica (parka) sukala nit, druga je merila njeno dolžino, tretja pa je nit prerezala. V Rubensovi upodobitvi pa so izpuščene škarje, potrebne za to rezanje, kar poudarja privilegiran in nesmrten značaj kraljičinega življenja. Zadnja plošča cikla v skladu s to temo prikazuje kraljico Marijo, ki se je dvignila na svoje mesto nebeške kraljice in dosegla svoj življenjski cilj nesmrtnosti z večno slavo.
Zgodnje interpretacije so Junonino prisotnost na prizorišču pojasnjevale z njeno identiteto boginje poroda. Kasnejše interpretacije pa so nakazovale, da je Rubens Junono v celotnem ciklusu predstavljal alter ego ali avatar Marija Medičejska. Jupiter torej pomeni alegorijo Henrika IV., promiskuitetnega moža.

### Rojstvo princese
Druga slika cikla Rojstvo princese' predstavlja Marijino rojstvo 26. aprila 1573. Na celotni sliki se pojavljajo simboli in alegorija. Na levi ea dva putta igrata s ščitom, na katerem je medičejski grb, kar kaže na to, da so Nebesa od trenutka njenega rojstva naklonjena mladi Medičejki. Rečni bog v desnem kotu slike je verjetno aluzija na reko Arno, ki teče skozi Firence, mesto Marijinega rojstva. Rog izobilja nad dojenčkovo glavo si lahko razlagamo kot znanilko Marijine prihodnje slave in bogastva; na leva lahko gledamo kot na simbol moči in vpliva. Žareč svetniški sij okoli dojenčkove glave ne bi smeli razumeti kot sklicevanje na krščanske podobe; prej bi ga bilo treba brati v skladu s cesarsko ikonografijo, ki svetniški sij uporablja kot indikator kraljičine božanske narave in njene prihodnje vladavine. Čeprav se je Marija rodila pod znamenjem bika, se na sliki pojavi strelec; lahko ga vidimo kot varuha cesarske moči.

### Izobraževanje princese
Izobraževanje princese (1622–1625) kaže na zorenje Marije Medičejske pri študiju. Njeni izobrazbi daje božansko milost prisotnost treh bogov Apolona, Atene in Hermesa. Apolon je bil povezan z umetnostjo, Atena z modrostjo in Hermes, bog sel, za tekočnost in razumevanje jezika. Hermes dramatično prihiti na sceno in dobesedno prinese darilo bogov, kerikej. Na splošno velja, da Hermes obdari princeso z darilom zgovornosti, da gre skupaj z milostnim darilom lepote. Vendar pa je tudi kerikej, ki ga v ciklusu vidimo na šestih drugih slikah, povezan z mirom in harmonijo. Na predmet lahko gledamo kot na napoved mirne Marijine vladavine. Razlagati si je mogoče, da skupna prizadevanja teh božanskih učiteljev predstavljajo Marijino idilično pripravljenost na odgovornosti, ki jih bo dobila v prihodnosti in preizkušnje in stiske, s katerimi se bo srečala kot kraljica. Predlagano je tudi, da trije bogovi, kar je še pomembneje, ponujajo svoje smernice kot darilo, ki omogoča, da se duša »osvobodi razuma« in pridobi znanje o tem, kaj je 'dobro', ki razkriva božansko povezavo med bogovi in prihodnjo kraljico. Slika prikazuje okrašeno baročno sodelovanje duhovnih in zemeljskih odnosov, ki so ponazorjene v gledališkem okolju. Upodobljene figure, ki niso le statični simboli, igrajo aktivno vlogo pri njenem izobraževanju. Prisotne so tudi  tri gracije, Evfrosina, Aglaja in Talija, ki ji dajejo lepoto. 

### Predstavitev njenega portreta Henriku IV.
Da bi lahko v celoti cenili in vrednotili ta določeni del cikla in zbirko kot celoto, moramo upoštevati eno zgodovinsko načelo. Ta slika je nastala na vrhuncu dobe absolutizma in kot tak se moramo zavedati, da so kraljevske pravice veljale za telesni obstoj. Marija bi torej od rojstva živela bolj okrasno kot smrtno življenje. Ta slika klasičnih bogov, skupaj z alegoričnimi personifikacijami, gledalcu primerno pokaže, kako temeljna je bila ta ideja.
Tako kot Tamino v Čarobni piščali se tudi Henry IV. zaljubi v naslikano podobo. Z Amorjem Kupidom kot njenim spremljevalcem, Himen, bog poroke, princeso Marijo na platnu prikaže njenemu bodočemu kralju in možu. Medtem Jupiter in Junona sedita na oblakih in gledata navzdol na Henrika, ko gledalcu dajeta ključni primer zakonske harmonije in tako kažeta odobritev zakonske zveze. Za Henrikom je v čeladi prikazana poosebitev Francije, njena leva roka kaže podporo in sodeluje pri njegovem občudovanju prihodnje suverenosti. Rubens je imel način upodabljanja Francije, ki je bil na številnih njegovih slikah v ciklu zelo raznolik po spolu. Tu prevzame obojesplono vlogo Francija, ki je hkrati ženska in moški. Francijina intimna gesta lahko kaže na bližino Henrika in njegove države. To gesto bi običajno delili moški spremljevalci in si razkrivali skrivnost. Način, kako je oblečena Francija, pokaže, kako je ženska na vrhu, razkriva prsi in način draperije tkanine, kar dodaja pojmovanje klasicizma. Vendar njena spodnja polovica, predvsem izpostavljena meča in rimski čevlji, namiguje na moškost. Znak moške moči v zgodovini slik je bila njihova drža in izpostavljene močne noge. Ta povezava med obema kaže, da ne samo, da so bogovi naklonjeni dvoboju, kralj ima tudi dobre želje svojih ljudi.
Pri pogajanjih o poroki med Marijo Medičejsko in Henrikom IV. sta si izmenjala več portretov. Kralj je bil zadovoljen z njenim videzom in ob srečanju se je navdušil še bolj kot ob njenih portretih. Partija je bila zelo odobravana, saj so bili papež in številni mogočni florentinski plemiči zagovorniki poroke in so kralja prepričevali v prednosti take zveze. Par se je poročil po pooblaščencu 5. oktobra 1600.
Rubens je bil sposoben združiti te znake v enotno celoto. Ustvaril je enakost med vsemi figurami na sliki s pametnim uravnoteženjem telesnega in eteričnega prostora.

### Poroka pooblaščenca kralja Henrika IV. z Marijo Medičejsko
Poroka pooblaščenca Henrika IV. z Marijo Medičejsko (1622–25); Rubens prikazuje poročni obred florentinske princese Marije Medičejske s francoskim kraljem Henrikom IV., ki je potekala v Firenški stolnici dne 5. oktobra 1600. Ritualu je predsedoval kardinal Pietro Aldobrandini. Kot se je pogosto dogajalo na kraljevskih porokah, je nevestin stric, veliki vojvoda Ferdinand Toskanski, pri izrekanju zaobljub nadomeščal kralja (poroka per procurationem). Na sliki ga vidimo, kako daje prstan nečakinji. Vse okoliške figure so prepoznavne, vključno z umetnikom samim. Čeprav je bil dejansko prisoten dvajset let prej, je kot član gospodinjstva Gonzaga med potovanji po Italiji Rubens videti mladosten in stoji za nevesto, drži križ in gleda v gledalca. Zelo malo verjetno je, da je bil Rubens v tej sceni dejansko tako izrazito prisoten. Tisti, ki so se udeležili slovesnosti za Marijo, so velika vojvodinja Kristina Toskanska in Marijina sestra Eleonora, vojvodinja iz Mantove; in v spremstvu velikega vojvode sta Roger de Bellegarde, veliki esquire Francije in markiz de Sillery, ki se je pogajal o poroki. Kot v drugih prizorih v Medičejskem ciklusu, tudi tu Rubens vključuje mitološki element: starodavni bog zakonske zveze, Himen, ki nosi krono iz vrtnic, v eni roki nosi nevestino vlečko, v drugi pa poročno baklo. Prizor se odvija pod marmornim kipom, na katerem je upodobljen Bog Oče, ki žaluje nad Kristusovim mrtvim telesom, kar nakazuje skulpturo Pieta Baccia Bandinellija (1493–1560).

### Izkrcanje v Marseillesu
Ker še nikoli ni bil za koga posebej prijeten dogodek, izkrcanje ladje Rubensu ne predstavlja težav pri upodobitvi Marije Medičejske, ki je prispela v Marseille, potem ko je bila s pooblaščencem v Firencah poročena s Henrikom IV. Upodablja jo, kako zapušča ladjo po prehodu (dejansko je hodila navzgor, ne navzdol, a jo je Rubens na ta način ilustriral, da je ustvaril diagonalni element). V dobrodošlico, alegorično razprte roke poosebljene Francije, ki je nosila čelado in kraljevsko modri plašč z zlato fleur-de-lis, jo je spremljala velika vojvodinja Toskane in njena sestra vojvodinja Mantove. Njena sestra in teta spremljata Marijo, medtem ko eterična slava hkrati zapiha v dve trobenti in njen prihod naznani Franciji. Spodaj se iz morja dvignejo Pozejdon, tri Nereide, morski bog in Triton, potem ko je prihodnjo kraljico pospremil na dolgi plovbi, da bi ji zagotovil varen prihod v Marseille. Na levi strani so vidni grbi Medičejcev nad obokano strukturo, kjer stoji malteški vitez v vseh njegovih regalijah. Gre za melodijo in pesem, saj Rubens združuje nebesa in Zemljo, zgodovino in alegorijo v simfonijo za oči gledalca. V stranski opombi Avermaete razpravlja o zanimivi ideji, ki je še posebej prisotna na tem platnu.
»On [Rubens] jo [Marijo Medičejsko] je obkrožil s takim bogastvom dodatkov, da je bila skorajda potisnjena v ozadje. Razmislite na primer o Izkrcanju v Marseillesu, kjer imajo vsi oči samo za voljne Najade, v škodo kraljice, ki jo Francija sprejme z odprtimi rokami.«

### Srečanje Marije Medičejske in Henrika IV. pri Lyonu
Ta slika alegorično prikazuje prvo srečanje Marije in Henrika, saj se je njuna poroka zgodila po pooblaščencu. Zgornja polovica slike prikazuje Marijo in Henrika kot mitološka rimska bogova Junono in Jupitra. Predstavo spremljajo njihovi tradicionalni atributi. Marija je prikazana kot Junona (grška Hera), ki so identificirajo pavi in kočija. Henrik je prikazan kot Jupiter (grški Zevs), ki ga prepoznamo po ognjeni streli v njegovi roki in orlu. Povezovanje desnih rok para je tradicionalni simbol zakonske zveze. Oblečena sta v klasičen slog, ki je seveda primeren prizoru. Nad obema stoji Himen, ki ju združuje. Iz levega vogala se razprostira mavrica, ki je simbol skladnosti in miru. V spodnji polovici slike prevladujejo podobe levov. Ko beremo od leve proti desni, vidimo mestno pokrajino z enim samim hribom. Levi vlečejo kočijo (kar je besedna igra v imenu mesta), v kočiji pa vidimo alegorično figuro mesta samega s krono cin: Lyons. Rubens je moral biti zelo previden pri predstavitvi prvega srečanja para, ker naj bi bil Henrik v času poroke zelo povezan z ljubico. Pravzaprav se je zaradi drugih kraljevih obveznosti njihovo uvajanje odložilo in šele poldrugi teden po prihodu Marije se je Henrik končno pridružil svoji nevesti. S predstavitvijo njega kot Jupitra Rubens implicira promiskuitetnost človeka in božanstva. Hkrati s postavitvijo kralja in kraljice skupaj učinkovito prikaže povišan status para. 

### Rojstvo dauphina v Fontainebleauju
Ta slika prikazuje rojstvo prvega sina Marije Medičejske, Ludvika XIII. Rubens je sceno oblikoval okoli teme političnega miru. Rojstvo prvega moškega dediča kraljevi družini prinaša občutek varnosti, da bodo še naprej vladali. V tistih časih je bil dedič izrednega pomena, zlasti če je Henrik želel pokazati svojo moškost in prenehati z vzorcem kraljeve reproduktivne odpovedi. Beseda dauphin je francosko za 'delfin', izraz, povezan s knežjo kraljevino. Henrikova promiskuiteta je otežila izdelavo zakonitega dediča in govorice so krožile do te mere, da so Henrikovi dvorni umetniki začeli uporabljati strategije, da bi državo prepričali v nasprotno. Ena od teh strategij je bila poosebiti Marijo kot Junono ali Minervo. Z zastopanjem Marije kot Junone, kar pomeni, da je Henrik Jupiter, je videti, da je kralj udomačen s poroko. Poosebljenje kraljice kot Minerve bi olajšalo Henrikovo vojaško moč in njeno lastno. Kot flamski slikar Rubens na sliki vključuje psa, ki nakazuje na zvestobo v zakonu. Rubens poleg ideje političnega miru vključuje tudi poosebitev pravičnosti, Astreja. Vrnitev Astreje na zemljo je simbolično utelešenje nadaljevanja pravičnosti z rojstvom prihodnjega kralja. Ludvika doji Temida, boginja božanskega reda, ki se sklicuje na Ludvika XIII. po rodu, da nekega dne postane kralj. Dojenček je precej blizu kače, ki predstavlja zdravje. Rubens vključuje tradicionalno alegorijo roga obilja, ki simbolizira obilje, za povečanje pomena slike, tako da med sadje vključi glave otrok Marije Medičejske, ki se še niso rodili. Medtem ko Marija obožujoče gleda svojega sina, Plodnost pritisne rog obilja na njeno roko in predstavlja popolno in bogato družino, ki prihaja.

### Dodelitev regentstva
Ves čas upodabljanja življenja Marije Medičejske je moral Rubens paziti, da pri upodobitvi spornih dogodkov ne užali niti Marije niti kralja Ludvika XIII. Marija je naročila slike, ki so resnično spremljale dogodke v njenem življenju in naloga Rubensa je taktno posredovanje teh slik. Večkrat je bila umetniška licenca slikarja omejena, da bi Marijo upodobil v pravi luči. V Dodelitvi regentstva Henrik IV. zaupa Mariji tako regentstvo Francije kot tudi skrb za dauphina tik pred vojno kampanjo in morebitno smrtjo. Tema, postavljena v velikem arhitekturnem okolju v italijanskem slogu, je nekoliko trezna. Razumnosti, figuri desno od Marije, je bila odvzeta njena simbolična kača, da bi zmanjšala možnosti, da bi se kateri koli gledalec spomnil na Marijino govorico o vpletenosti v kraljev atentat. Učinkovitost oblike se izgubi, da se Marija prikaže v pozitivni luči. Druge spremembe so odstranitev treh Sojenic, ki so bile prvotno postavljene za kraljem, ki so mu govorile o njegovi usodi, vojni in smrti. Rubens je bil prisiljen odstraniti te mitske figure in jih nadomestiti s tremi generičnimi vojaki.
Na tej sliki je treba omeniti tudi prvi pojav krogle kot simbola »vseobsegajočega vladanja ali moči države«. Zdi se, da ima ta posebna podoba v Rubensovem ikonografskem programu cikla pomembno težo, saj je prikazana na šestih (četrtini) od štiriindvajsetih slik tega cikla. Ta krogla deluje kot aluzija na rimski orbis terrarum (zemeljsko kroglo), ki označuje področje in moč rimskega cesarja in kot subtilno uveljavljanje zahteve francoske monarhije po cesarski kroni. Medtem ko se je Rubens vsekakor zavedal pomena krogle in jo zelo učinkovito uporabil, se zdi, da so Marija in njeni svetovalci spodbudili njeno uvedbo v cikel, da bi dodali alegorično in politično veličino dogodkom okoli Marijinega regentstva.

### Kronanje v Saint-Denisu
Kronanje v Saint-Denisu je zadnji prizor na severnem koncu zahodnega zidu, ki prikazuje zaključek Marijinih božansko podprtih priprav. Bila bi ena od dveh slikovno najbolj vidnih slik ob vstopu v galerijo skozi jugovzhodni kot. Rubens sestavlja Kronanje v Saint-Denisu za oddaljeno gledanje z uporabo rdečih poudarkov. Na primer obleke dveh kardinalov blizu desnega roba. Ti poudarki ustvarjajo tudi občutek enotnosti s sosednjim delom, Apoteozo Henrika IV. in razglasitvijo regentke.
Ta slika predstavlja zgodovinski dogodek iz življenja kraljice, ko sta bila kralj in kraljica okronana v baziliki Saint-Denis v Parizu. Obe sceni sta skupaj z Apoteozo Henrika IV. in razglasitvijo regentke, ki veljata za eno glavnih slik v tej seriji, prikazuje tudi Marijo Medičejsko, ki je prejela državno kroglo. K oltarju jo vodita kardinala Gondi in de Sourdis, ki stojita z njo skupaj z mesieurs de Souvrt in de Bethune. Slovesnost vodi kardinal Joyeuse. V kraljevskem spremstvu so dauphin, princesa Conti s krono, vojvoda Ventadour z žezlom in Chevalier de Vendôme z roko pravice. Princesa Conti in vojvodinja Montpensier (mati njene bodoče snahe) vozita vlečko kraljevega plašča. Zgoraj na tribuni se pojavlja Henrik IV., kot da bi hotel sankcionirati dogodek. Množica spodaj v baziliki dviguje roke v znak priznanja novi kraljici, zgoraj pa klasična poosebitev Abundantije (božanska poosebitev obilja in blaginje) in krilata Viktorija, ki na Marijino glavo preliva blagoslov miru in blaginje z izlivanjem zlatih kovancev Jupitra. Prav tako so njeni hišni psi postavljeni v ospredje slike. Rubensov navdih za modro kronano kroglo, okrašeno z zlatimi lilijami, je bila predstavitvena medalja Guillaumeja Dupresa, ki jo je leta 1610 dosegla Marijina prošnja in jo prikazala kot Minervo z Ludvikom XIII. kot Apollo-Sol. Simbolika je nosila sporočilo, da ji je naloženo vodstvo mladega, kmalu prihodnjega kralja.

### Smrt Henrika IV. in razglasitev regentstva
Včasih imenovan tudi Apoteoza Henrika IV in razglasitev regentke, je to sliko znotraj Medičejskega cikla kot celoto Rubens prvotno postavil kot serijo treh. Drugi dve s podobnimi oblikovalskimi merami sta bili postavljeni kot srednja slika v nekakšnem psevdo triptihu, saj je krasila dvorane Luksemburške palače.
Slika je ločena v dva različna, vendar povezana prizora: vnebovzetje Henrika IV. (njegov atentat 14. maja 1610 je privedel do takojšnje razglasitve Marije za regentko) in Marijin prevzem krone.
Na levi sta prikazana Jupiter in Saturn, ki pozdravljata umorjenega francoskega kralja, ko se kot personificirani rimski suveren povzpne na Olimp. Kot pri vseh Rubensovih alegoričnih slikah sta tudi ti dve figuri izbrani z razlogom. Jupiter naj bi bil kraljev nebesni dvojnik, medtem ko je Saturn, ki predstavlja končni čas, znak konca Henrikovega smrtnega obstoja. Ta posebna tema v celotni sliki je našla druge velike mojstre, ki jih navdihuje in navdušuje Rubensova mučena figura Belone, boginje vojne, ki je razorožena spodaj. Postimpresionist Paul Cézanne (1839–1906) se je za dovoljenje za kopiranje boginje registriral kar desetkrat. Upoštevati je treba, da Rubensov energičen način postavljanja vseh teh alegoričnih tem v veliki meri izhaja iz klasičnih kovancev, kot je dokumentirano s komunikacijo s prijateljem in pomembnim zbiralcem starin Nicolas-Claudeom Fabrijem de Peirescom. Na desni strani plošče je prikazano nasledstvo nove kraljice, oblečene v svečana oblačila, primerna za vdovo. Uokvirjena je s slavolokom in obkrožena z ljudmi na dvoru. Kraljica sprejme kroglo, simbol vlade, iz poosebitve Francije, medtem ko ljudje klečijo pred njo in ta prizor je odličen primer pretiravanja z dejstvi v ciklu. Rubens poudarja idejo regentstva, ki je bila ponujena kraljici, čeprav je to dejansko uveljavila še isti dan, ko je bil njen mož umorjen. 
Omeniti velja možen sodoben navdihujoč vpliv na Rubensa na desni strani te slike. Čeprav je bila prvotno začeta, vendar je bila morda končana v Rimu, je Caravaggiova Madona rožnega venca morda umetniško vplivala na Rubensa pri Razglasitvi regentke na tej sliki, saj si obe deli v svoji predstavitvi močno ustrezata. Skozi vzročno povezavo bi bila ta slika dostopna Rubensu in bi s tem verjetno obstajal njen vpliv znotraj Rubensovega genija na platnu.  Za primerjavo, v vsaki sta dve ženski ob klasičnih stebrih, razkošna oblačila, osebnosti z iztegnjenimi rokami in alegorične figure. Na Rubensovi sliki Minerva, Preudarnost, božanska Previdnost in Francija; pri Caravaggiu, sv. Dominik, sv. Peter mučenik in par dominikanskih bratov. V obeh so tudi pomembni predmeti: krmilo, globus in rožni venec. Vse to in še več, se združi in pokaže neko umetniško spoštljivo prikimavanje od Rubensa do Caravaggia kot dveh sodobnikov tistega časa.

### Svet bogov
Ta slika spominja na Marijo, ki je prevzela vlado kot nova regentka in spodbuja dolgoročne načrte za mir v Evropi s porokami med kraljevimi hišami.
Kupid in Junona sta na sliki povezala dva golobčka v ločeni krogli kot simbol miru in ljubezni. Marija je upala, da se bo njen sin Ludvik XIII. poročil s špansko infanto Ano in da se bo njena hči Elizabeta poročila s prihodnjim španskim kraljem Filipom IV., kar bi lahko privedlo do zavezništva med Francijo in Španijo. Za Marijo Medičejsko so bile te zveze verjetno najpomembnejši del njene vladavine, kajti mir v Evropi je bil Marijin največji cilj.
Svet bogov je ena najmanj razumljenih slik cikla Marije Medičejske. Predstavlja vodenje kraljice in veliko skrb, s katero nadzoruje svoje kraljestvo med njenim regentstvom. Na primer, kako premaguje upore in državne motnje. Nakazuje tudi, da je pri življenju ohranila politiko in ideale pokojnega kralja. Predmeti slike so postavljeni v nebesno okolje, ki ne pripada določenemu kraju, času ali dogodku. Prizor je naslikan z različnimi mitološkimi figurami. To skupaj s postavitvijo otežuje ugotavljanje vsebine dela. Med mitološke figure spadajo Apolon in Palas, ki se na tleh borita in premagujeta razvade, kot so neskladje, sovraštvo, bes in zavist, ter Neptun, Pluton, Saturn, Hermes, Pan, Flora, Hebe, Pomono, Venera, Mars, Zevs, Hera, Kupid in Diana zgoraj. Mitološke figure in nebesno okolje delujejo kot alegorije Marijine mirne vladavine nad Francijo. 

### Bojevita regentinja:Zmaga pri Jülichu
Zmaga pri Jülichu prikazuje edini vojaški dogodek, pri katerem je kraljica sodelovala med svojim regentstvom: vrnitev Jülicha (ali Juliers v francoščini) k protestantskim knezom. Ker je bil Juliers križišče Porurja, je imel za Francijo velik strateški pomen, zato je bila francoska zmaga izbrana za slavno temo Rubensove slike. Prizor je bogat s simboliko, ki poudarja njeno junaštvo in zmago. Kraljica visoko dvigne roko s palico v roki. V zgornjem delu slike se pojavi Viktorija, ki jo krona z lovorovimi listi, ki so simbol zmage. Zmago simbolizira tudi cesarski orel, ki ga vidimo v daljavi. Orel na nebu prisili šibkejše ptice, da pobegnejo. Kraljico spremlja ženstveno utelešenje tega, kar je nekoč veljalo za Pogum zaradi leva ob njej. Figura je Velikodušnost, imenovana tudi Darežljivost, zaradi bogastva na njeni palmi. Eden od predmetov v njeni roki je kraljičin dragoceni biser. Druge figure so Slava in poosebitev Avstrije s svojim levom. Slava na desni strani slike potiska zrak skozi trobento tako močno, da se pokaže dim. Na sliki je Marija Medičejska po osvojitvi mesta zelo okrašena in zmagoslavno upodobljena na belem žrebcu, da dokaže, da bi lahko, tako kot pokojni kralj Henrik IV., zmagala nad tekmeci v vojskovanju.

### Izmenjava princes na španski meji
Izmenjava princes praznuje dvojno poroko Ane Avstrijske z Ludvikom XIII. Francoskim in sestro Ludvika XIII., princeso Elisabeto, s prihodnjim španskim kraljem Filipom IV. 9. novembra 1615. Francija in Španija predstavljata mlade princese, ki jima pomaga mladostnik, ki je verjetno Himen. Nad njima dva putta mahata s himenejevimi baklami, majhen zefir piha topel vetrič pomladi in razprši vrtnice, krog veselih krilatih puttov pa obkroža Felicitas Publica s kerikejem, ki par zasipa z zlatom iz roga obilja. Spodaj je reka Andaye napolnjena z morskimi božanstvi, ki se prihajajo pokloniti nevestam: rečni bog Andaye počiva na svoji žari, Nereida, okronana z biseri, ponuja pramen biserov in koral kot poročna darila, Triton pa piha v školjko za napoved dogodka. Poroka, ki naj bi zagotovila mir med Francijo in Španijo, se je odvila na splavu sredi reke Bidassoa ob francosko-španski meji. Na Rubensovi upodobitvi princese stojijo z desnimi rokami, združenimi med poosebitvami Francije in Španije. Španija s prepoznavnim simbolom leva na čeladi je na levi, medtem ko je Francija s flour-de-lisom, ki krasi njene draperije, na desni. Anna, pri štirinajstih letih starejša od obeh, se obrača nazaj, kot da bi šla iz Španije, medtem ko jo Francija nežno potegne za levo roko. V zameno je mogoče videti, da Španija trinajstletno Elisabeth prime za levo roko. 

### Srečno regentstvo Marije Medičejske
Ta posebna slika v ciklusu Marije Medičejske je pomembna zaradi svoje edinstvenosti pri izvedbi. Medtem ko so bile druge slike dokončane v Rubensovem ateljeju v Antwerpnu, je Rubens na kraju sam zasnoval in naslikal Srečno regentstvo Marije Medičejske, da bi nadomestil drugo, veliko bolj kontroverzno upodobitev Marijinega izgnanstva iz Pariza leta 1617 s strani sina Ludvika. Dokončana leta 1625, je to zadnja slika v ciklusu glede na kronološki vrstni red dokončanja.
Tu je Marija alegorično prikazana kot poosebitev same Pravičnosti, ob njej pa spremstvo nekaterih glavnih personifikacij / bogov v grškem in rimskem panteonu. Ti so bili identificirani kot Kupid, Minerva, Razumnost, Abundantia (Obilje), Saturn in dve figuri Fame (Slava), ki vse kažejo svoje tradicionalne atribute, vsi pa podeljujejo svoje dobrote kraljici. (Kupid ima svojo puščico; Razumnost nosi kačo, prepleteno okoli roke, da označuje kačjo modrost; Obilje se pojavlja s svojim rogom obilja, prav tako sklicevanje na plodove Marijinega regentstva. Minerva, boginja modrosti, nosi čelado in ščit stoji blizu Marijinega ramena, kar pomeni njeno modro ravnanje. Saturn ima svoj srp in je poosebljen kot Čas, ki vodi Francijo naprej. Slava nosi trobento, ki naznanja to priložnost.) Te poosebitve po vrsti spremlja več alegoričnih figur v preobleki štirih puttov in treh premaganih zlih bitij (Zavist, Nevednost in Vice), pa tudi številni drugi simboli, ki jih je Rubens uporabljal v celotnem ciklu slik.
Čeprav je ta slika ena najbolj neposrednih v seriji, je še vedno nekaj manjših sporov o njenem pomenu. Namesto da bi to sprejeli kot upodobitev Marije kot pravičnosti, nekateri menijo, da je resnična tema slike »vrnitev Astreje na zemljo, načelo božje pravičnosti, v zlati dobi.« To trditev podpirajo z izjava v Rubensovih zapiskih, ki kaže, da »ta tema nima posebnega sklica na poseben razlog države francoskega kraljestva.« Nekateri simbolični elementi, kot je venec iz hrastovih listov (možna corona civica), kot podjarmljena provinca in vključitev Saturna v sistem bi lahko vse kazala na to razlago in zagotovo ne bi bila izgubljena na Rubensu. Na srečo in morda zgolj zaradi polemike v zvezi s to sliko je Rubens v pismu Peirescu z dne 13. maja 1625 omenil njen pomen.
Verjamem, da sem vam napisal, da je bila odstranjena slika, ki je prikazovala kraljičin odhod iz Pariza, in da sem namesto nje naredil povsem novo, ki prikazuje Kraljevino Francijo z oživitvijo znanosti in umetnosti skozi liberalnost in sijaj njenega veličanstva, ki sedi na sijočem prestolu in v rokah drži tehtnico, s svojo preudarnostjo in pravičnostjo ohranja svet v ravnovesju. 
Glede na naglico, s katero je Rubens dokončal to sliko, pomanjkanje posebnega sklicevanja na zlato dobo v svojem pismu in obstoj več sodobnih upodobitev Marije kot figure pravičnosti, se večina zgodovinarjev zadovolji s preprostejšo alegorično interpretacijo, ki je bolj skladna z Rubensovim slogom in preostalim delom cikla.
Verjame se, da je bila prvotna slika, omenjena v pismu, ki prikazuje Marijin odhod iz Pariza, zavrnjena v korist Sreče regentstva zaradi bolj neškodljive vsebine slednje. Rubens v istem pismu nadaljuje:
Ta tema, ki se ne dotika posebnih političnih vidikov ... te vladavine, niti se ne nanaša na nobenega posameznika, je bila zelo dobro sprejeta in verjamem, da če bi mi jo v celoti zaupali pri poslovanju drugih subjektov bi se izkazalo bolje, brez škandala ali šumenja.
Tu lahko vidimo dokaze o prilagodljivosti Rubensovega sloga, zaradi katerega je bila njegova kariera tako uspešna. Njegova pripravljenost, da svoje ideje prilagodi idejam pokrovitelja, ga je opremila z odličnimi orodji, da je bil odgovoren za tako občutljivo in težko pričakovano temo.

### Polnoletnost Ludvika XIII.
Slika Polnoletnost Ludvik XIII. predstavlja zgodovinsko prizorišče prenosa moči z matere na sina abstraktno ali alegorično. Marija je v času sinove mladosti kraljevala kot regentka, zdaj pa je krmilo ladje predala Ludviku, novemu francoskemu kralju. Ladja predstavlja državo, ki zdaj obratuje, ko Ludvik krmari plovilo. Vsakega od veslačev lahko prepoznamo po simboličnih ščitih, ki visijo na boku ladje. Ščit drugega veslača prikazuje goreči oltar s štirimi sfingami, spiralno kačo in odprtim očesom, ki gleda navzdol. Znano je, da gre za značilnosti pobožnosti ali religije, ki bi si Marija želela, da jo uteleša njen sin. Kar je znano tudi kot paradni čoln, Rubens, ki se sklicuje na Horacijev čoln, je okrašen z zmajem spredaj in delfini na krmi. Ludvik pogleda mamo navzgor za napotke, kako voditi državno ladjo. V silovitih oblakih sta dve Fami, ena z rimsko buccino in drugi s trobento. Ludvik vodi, medtem ko je dejansko gibanje ladje posledica štirih veslaških figur, ki poosebljajo Sila, Vro, Pravičnost in Konkordijo. Figura, ki prilagaja jadro, naj bi bila Razumnost ali Zmernost. V središču pred jamborom stoji Francija s plamenom v desni roki, ki prikazuje neomajnost, v levi pa globus ali vladarsko kroglo. Sila, ki kroglo razteza in vesla do nje, prepozna ščit pod njo, ki prikazuje leva in steber. Z Marijo je par po barvi njunih las, podobno je Ludvik par z vero ali redom Svetega duha. Par Marije s figuro sile daje moč podobi kraljice, medtem ko je Marijina dejanska poza bolj pasivna, kar zelo učinkovito kaže njeno graciozno priznanje avtoritete njenega sina odslej. Zanimivo sliko je preučiti v okviru napetih odnosov med mladim kraljem in njegovo materjo. Marija se je držala moči po koncu regentstva, dokler Ludvik leta 1617 ni prevzel oblasti in jo izgnal v Blois. Rubens je to očitno vedel in se je zato odločil ignorirati napetost, ki je obkrožala odnos Marije s sinom, namesto da bi poudaril njeno držo pri prenosu moči.

### Beg iz Bloisa
Beg iz Bloisa je upodobitev kraljice Marije, ki pobegne iz zapora v Bloisu. Kraljica stoji na dostojanstven način in med kaotično množico deklet in vojakov nakazuje svojo držo v času nereda. Vodi in varuje jo predstavnica Francije, vodijo pa jo ilustracije Nikte in Aurore. Uporabljajo se dobesedno za prikaz dejanskega časa dogodka in zaščito kraljice pred gledalci, ko osvetljujejo njeno pot. Rubens je prizor dogodka naslikal v bolj junaški naravi, namesto da bi pokazal natančnost realističnih elementov. Glede na zgodovinske zapise o pobegu kraljice ta slika resnično ne odraža trenutka dogodka. Rubens ni vključil veliko negativnih vidikov dogodka, saj se je bal, da bo užalil kraljico, kar je povzročilo, da slika ni realistična. Kraljica Marija je upodobljena skromno, a ponazoritev kaže na njeno moč nad vojsko. Ne izraža nobene stiske, ki jo je preživela ob begu. Moške figure v ospredju, ki segajo po njej, niso znane. Večje figure v ozadju predstavljajo vojsko, ki so ji dodali simbolni pomen kraljičinega verovanja v poveljevanje nad vojsko.

### Angoulêmska pogodba
V Angoulêmski pogodbi Marija Medičejska v navzočnosti obeh svojih duhovnikov od Merkurja, boga sla, genialno odvzame oljčno vejico, ko se strinja s svojim sinom glede njenega spopada z njegovo vladno smerjo. Rubens na več načinov upodobi kraljico Marijo ravno v luči, ki jo je želela videti kot skrbnico in modro svetovalko svojega mladega sina. Zastopanost Marija Medičejska, postavljena na podstavek s skulpturami Minervinih simbolov modrosti in dvema puttoma z lovorovim vencem, predstavljata zmago in mučeništvo. Njen skromen, a vseveden pogled podaja modrost, ki jo ima. Prav tako je kompozicijsko postavljena v tesno in enotno skupino s kardinali, kar pomeni resnično plat, ki nasprotuje Merkurjevi nepoštenosti. Rubens je Merkurju ustvaril vtis neresničnosti, tako da je ponazoril njegovo postavo, ki skriva kerikej za stegnom. Učinek obeh skupin figur naj bi poudaril vrzel med obema stranema. Rubens je dodal tudi lajajočega psa, običajnega sklica, ki je nekoga označeval ali opozoril na tujce, ki so prišli z zlim namenom. Vse te simbole je Rubens prikazal na tej dvoumni in enigmatični sliki, da bi Marijo Medičejsko predstavljal ali 'napačno predstavljal' na način, ki jo je prikazoval kot preudarno, a skrbno in skromno mater mladega in naivnega monarha. Na splošno je ta slika najbolj problematična ali kontroverzna, pa tudi najmanj razumljena iz celotnega cikla. Na tej podobi je znova Marija, ki trdi, da je kraljevska avtoriteta, vendar je bil kljub temu prvi korak k miru med materjo in sinom.

### Zaključek miru v Angersu
Rubensova slika Zaključek miru v Angersu predstavlja potrebo Marije Medičejske po varnosti skozi prikaz dogodka, ko je bila Marija prisiljena podpisati premirje v Angersu, potem ko so bile njene sile poražene pri Ponte-de-Ce. Čeprav slika prikazuje željo Marije Medičejske po varnosti z upodobitvijo Templja varnosti, simboli zla v zalivu in spremembo meglice v jasnost, je v sprejemanju premirja tudi osnovna simbolika nemira. Okrogla oblika templja, podobna tistim, ki so jih gradili v antiki, da bi predstavljali svet, ima jonski stebrni red, ki je povezan z Junono in Marijo. Tempelj je opredeljen tako, da vključi tudi ploščo nad nišo, na kateri piše Securitati Augustae ali 'Za varnost cesarice'. Prikazana je s kačami emblema kerikeja, ki se nelagodno premikajo. Prisilno spremstvo kraljice z Merkurjem v Templju miru daje občutek močne volje, da ne bo premagana. Lahko se tudi razpravlja, da slika v resnici ne govori o miru ali varnosti, ampak res o neusmiljenem duhu, ki ne pusti izgubiti. Ker je božanska moč, jo junaško upodabljajo v klasičnem okolju z uporabo novoplatonske hierarhije in vizualnih znakov svetlobe na obrazu. To na koncu pomeni, da je ta alegorija apoteoze oziroma poveličevanja Marije Medičejske. Poleg tega vključitev dveh različno okrašenih personifikacij miru namiguje na dejstvo, da je Rubens želel gledalca zmesti ali navdušiti, da bi globlje pogledal v to sliko kot celoto. 

### Sprava kraljice in njenega sina
Sprava kraljice in njenega sina je imela nadomestni naslov Vrnitev matere k sinu po smrti visokega stražnika, dokler ni bil ocenjen temperament naroda. Mnogoglava Hidra je zadala usoden udarec božanske Pravičnosti, o čemer priča božanska Previdnost, tema, ki temelji na klasični metafori uporništva 17. stoletja. Tu je pošast pripravljena za mrtvega stražnika de Luynesa, ki je svojo smrt srečal z roko ženskega svetega Mihaela. Smrt sokolarja, ki je leta 1621 postal vrhovni poveljnik, je morda izboljšala napetosti med materjo in sinom, toda Conde, ki je veljal za najbolj nevarnega od sovražnikov Marije Medičejske, je hitro stopil, da bi zapolnil vrzel. Rubensova namerna nedorečenost bi bila skladna z njegovo prakso posploševanja in alegoriziranja zgodovinskih dejstev, zlasti na sliki o miru in spravi. Marija, v želji za opravičevanjem za smrt svojega tesnega osebnega prijatelja Concina Concinija, bi verjetno želela bolj neposredno osebno aludirati na stražnika de Luynesa, toda Rubens se je raje držal alegorije in se izognil podrobnostim, ki bi se lahko kasneje izkazale za sramotne. Umetnik se je odločil za visoko cesto, opirajoč se na Ripov vizualni jezik, da bi upodobil prizor, v katerem vrline premagajo pregrehe in sprejmejo mirno spravo, kar je le nekaj aluzije na nejasno politično izjavo.
Ni si težko predstavljati, da bi zelo zleknjen grešni kozel Luyens trpel božjo kazen in bil vržen v peklenske jame, hkrati pa prevzel vso krivdo za sovražnost med Ludvikom XIII. in njegovo materjo. Na tej sliki je Ludvik XIII. predstavljen kot odrasel, upodobljen kot Apolon. Smrt Hidre ni v rokah Apolona, kot bi lahko pričakovali. Namesto tega je prepuščena amazonski viziji Razumnosti / Usode. Z odstranitvijo tehtnice, ki jo je nosila v prejšnji skici, ki bi jo povezala z Ludvikom XII., nam preostane entiteta, ki brez Ludvikove pomoči ubije nasprotnika, saj je videti pozabljen in brez skrbi. Marija Medičejska pa nastopi kot ljubeča mati, ki je pripravljena odpustiti vsa zla in bolečino.

### Zmagoslavje resnice
Zadnja slika v ciklusu Zmagoslavje resnice je povsem alegorična upodobitev kralja Ludvika XIII. in njegove matere kraljice, ki se spravljata pred nebesi. Kraljica in Ludvik XIII. sta upodobljena, kako plavata v nebesih, povezana s simbolom konkordija, ki prikazuje odpuščanje njenega sina in mir, ki sta ga dosegla med seboj. Spodaj Saturn povzdigne Veritas (boginja resnice) v nebesa, kar simbolizira resničnost, 'prinesena na svetlo', pa tudi spravo med kraljico in njenim sinom. Ilustracije Časa in Resnice zaseda skoraj 3/4 spodnjega platna. Zgornji del platna je napolnjen z upodobitvami Marije in njenega sina. V kompoziciji je Marija upodobljena večja kot njen sin in zavzema veliko več prostora. Njeno večje, manj zatemnjeno telo je obrnjeno čelno na slikovno ravnino, kar poudarja njen pomen. Njen pomen poudarja tudi višina njenega sina, kralja. Njen sin, ki ga delno zakriva krilo Časa, poklekne pred kraljico in ji podari znak ljubezni, stisnjene roke in goreče srce znotraj lovorove krone. Kompozicijsko Rubens daje kraljici večji pomen na tej plošči z uporabo kretenj in pogledov. V delu Resnica pokaže proti kraljici, medtem ko jo Čas gleda od spodaj. Obe figuri ignorirata kralja. Rubens je mater in sina umetno projiciral v prihodnost in ju prikazal kot starejša in zrelejša kot na prejšnji plošči (Mir je potrjen v nebesih). Na tej točki se Medičejski cikel spremeni v temo vladanja kraljice matere. S smrtjo Ludvikovega dvornega favorita Karla d'Alberta de Luynesa, se mati in sin pomirita. Marija prejme končno potrditev z vnovičnim sprejemom v Državni svet januarja 1622. Ta slika predstavlja, kako Čas tako odkriva Resnico, ki ustreza razmerju med Marijo in njenim sinom.
Zadnja slika je sovpadala z zanimanjem Marije za politiko po smrti moža. Verjela je, da je treba diplomacijo doseči z zakonsko zvezo in prav poroka njene hčerke Henriette Marije s Karlom I. je pohitela z dokončanjem cikla.

### Portreti kraljičinih staršev
Preostale tri slike so portreti Marije Medičejske, njenega očeta Francesca I. in njene matere Johane Avstrijske. Na obeh straneh kamina v galeriji so portreti kraljičinih staršev. Portret kraljičinega očeta Francesca I. je na desni in gleda na prehod proti zasebnim prostorom Marije Medičejske. Francesco I. je upodobljen s plaščem s hermelinom s križem okoli vratu, ki predstavlja toskanski red svetega Štefana, ki ga je ustanovil njegov oče. Portret kraljičine matere, Johane Avstrijske, je na levi strani mesta, kamor vstopajo obiskovalci. Prikazana je v obleki iz srebrne tkanine z zlatimi vezeninami in ne nosi ničesar, kar bi kazalo na njeno cenjeno ozadje. Model ali celotna zasnova portreta Johane Avstrijske sega do slike Alessandra Allorija, ki jo je nato kopiral Giovanni Bizzelli. Rubens je moral videti te slike in je zato vplival na svoj slog upodabljanja kraljičine matere. Čeprav presenetljivo velja, da Rubensova različica velja za še manj izjemno kot modeli. Ta portret Johane Avstrijske je na splošno neizrazita podoba ženske. Za sproščeno interpretacijo je izključil tradicionalno hierarhično držo iz 16. stoletja, kjer nosi urejene draperije, Rubens pa jo okrasi s stanjem, kot da je vedno bolna in šibka. Nasprotno pa ni znan noben model za portret kraljičinega očeta, čeprav je vprašljivo, ali je uporabil ideje iz pariškega, ki bi želel predstaviti avtoritativni videz zgodovinskih osebnosti. Natančneje, kipa Fracesca in Ferdinanda de' Medici. Portreta se slogovno zelo razlikujeta in celo neprimerno od ostalih slik v galeriji. Te slike njenih staršev v sprejemni dvorani Marije Medičejske so v primerjavi s portretom Marije, kjer je videti čudovito, če ne kar naduto. Čeprav je Rubens na večini slik v galeriji v veliki meri uporabljal alegorične podobe, sta oba portreta kraljičinih staršev kompozicijsko naravnost in neopazno izvedena. Poleg tega se šteje, da še zdaleč nista "podobna" modelom.

## Cikel Henrika IV.
Prvotno naročilo za cikel Marije Medičejske je vključevalo ustrezno galerijo, ki prikazuje življenje Henrika IV., ki ni bilo nikoli dokončano, čeprav je Rubens začel delo kmalu po zaključku cikla Marije Medičejske. Henrikov cikel je zahteval štiriindvajset monumentalnih prizorov Henrikovega življenja, ki so prikazovali »srečanja, v katerih je sodeloval, njegove boje, osvajanja in obleganja mest z zmagami nad njimi.« Marijino in Henrikovo ločeno krilo sta bila zasnovana tako, da se srečata se v arkadi, ki bi združila galeriji. Slike vsake galerije bi bile razstavljene kot celoten par, ki bi združeval vseh oseminštirideset prizorov.
Zdi se, da Rubens ni naredil nobene skice za cikel Henrika IV., medtem ko je bil zaposlen s prvo galerijo. V enem od svojih pisem umetnik temo opisuje kot »tako veliko in veličastno, da bi zadostovalo za deset galerij«. Sodeč po drugi njegovi izjavi 27. januarja 1628, se pred tem datumom ni veliko ukvarjal s skicami. Od poznejših oljnih skic je ohranjenih le devet, skupaj s petimi velikimi nedokončanimi platni. Večina skic predstavlja dejanske bitke, v katere je bil vpleten Henrik, kot je zajetje Pariza.
Pomembno je omeniti, da so bili razlogi za nedokončanje cikla Henrika IV. povezani s trenutnimi političnimi dogodki tistega časa. Marija Medičejska je bila izgnana iz Pariza leta 1631, ko je kardinal Richelieu dobil oblast nad Ludvikom XIII. Posledično je bil projekt popolnoma opuščen, ker je francoski dvor večkrat odlašal z načrti za galerijo. Richelieu, ki je zdaj imel popoln nadzor nad ciklusom, ni hotel govoriti z Rubensom o dokončanju Henrikove galerije na podlagi laži, da je skrbel za državne zadeve. Pravi motivi Richelieuja so bili najverjetneje politični. V tem času se je Rubens v Madridu pripravljal na diplomatsko misijo v Londonu in si prizadeval za zbliževanje Španije in Anglije. Richelieu je ugovarjal, da je naročen umetnik, ki je aktiven v nasprotnih političnih strankah. Tako je aktivno iskal italijanskega umetnika, ki bi nadomestil Rubensa, zaradi česar je Rubens le občasno nadaljeval svoje delo. Po Marijinem izgnanstvu leta 1631 naj bi projekt popolnoma opustili, kar se zdi travestija, saj je bil Rubens zelo optimističen glede projekta in njegovih učinkov na njegovo kariero; »Zdaj sem začel oblikovati drugo galerijo, ki se bo po moji presoji zaradi narave predmeta izkazala za čudovitejšo kot prva, tako da upam, da bom raje pridobil [ugled] kot pa propadel.«
Pomembna skica iz zbirke je tako imenovana Sprava kralja Henrika III. in Henrika Navarskega - pomemben dogodek za vzpon Henrika IV. na prestol. Po smrti vojvode Anžuvinskega, brata otroškega kralja Henrika III., naj bi bil očitni dedič Henrik Navarski (bodoči kralj Henrik IV.). Ko pa mu je papeška bula odrekla prestol in ga izobčila, je Henrik Navarski protestiral in začel vojno treh Henrikov. Ko so tudi Henrika III. pregnali iz Pariza, ker je sprožil umor vojvode Guisea, se je srečal s Henrikom Navarskim, da bi dosegel mir in ga priznal kot zakonitega dediča. Čeprav je Rubens to spravo upodobil kot dogajanje v prestolni sobi, so sodobna poročila zabeležila, da je bila dejansko na vrtu, polnem gledalcev. Skica prikazuje Henrika Navarskega, ki se je v navzočnosti Henrika III. poklonil, kar poročila očividcev potrjujejo. Rubens je predstavljal putta, ki je prevzel krono Henrika III. z namenom, da jo postavi na voljo prihodnjemu Henriku IV., čeprav se dejanski prenos moči ni zgodil do atentata Henrika III. nekaj mesecev kasneje (1. avgusta 1589). Za Henrikom Navarskim stoji paž z osebno priponko: belo čelado, medtem ko pes ob nogah predstavlja zvestobo. Dve zlovešči figuri za Henrikom III. najverjetneje predstavljata poosebitev Goljufije in Razdora.
Cikel Henrika IV. naj bi sestavljali prizori iz kraljeve vojaške kariere. Nasilje teh slik bi bilo lepo v nasprotju z relativno mirnostjo in kraljevsko kakovostjo prizorov v ciklusu Marije Medičejske. Bitka pri Ivryju na vzhodni steni galerije je prizorišče Henrikove najodločilnejše bitke za osvojitev mesta Pariz. Skica prikazuje predvsem sivo barvo kralja v škrlatnem žametu, ki izstopa v »najslavnejši izmed vseh bitk Henrika IV.« Prikazan je v središču prizora, ko dviguje goreči meč. Njegova zmagovita vojska kaotično prihiti za njim; zadnjice konj in jahači. Ta slika ustreza sliki kronanja v ciklusu Marije Medičejske.
Triumfalni vstop v Pariz je vrhunec severnega konca galerije. Ker je bila zadnja velika kraljeva bitka, je bila to optimalna lokacija. Rubens je želel, da je na koncu galerije kot 'velik in pomemben' kos z naprednim stanjem izvedbe. Slika prikazuje Henrika, ki v Pariz paradira kot zmagoviti rimski cesar z oljčno vejo, simbolom miru. Ker pa Henrik dejansko ni nikoli vstopil v Pariz na tak način, naj bi prizorišče predstavljalo le simbolično zmagoslavje. Henrikova akcija in postavitev (stavbe in slavoloka) v tem času v Parizu v resnici ni bila mogoča, kar je zagotovilo, da prizor ne temelji na zgodovinskih dejstvih, temveč na klasični metafori in Henrikovem cilju, da ostane francoski kralj. Ta slika sovpada z apoteozo in vzponom v Marijinem ciklu.
Henrikova milost v Parizu ustreza olimpskem mirovnem prizoru v Marijinem ciklu, pri čemer je Henrikov mir zemeljski, Marije pa nebeški. Henrikova slika, ki se začne na zahodni steni galerije, prikazuje prizore po zajetju Pariza. Henrikova vojska upornike vrže iz Pariza, tako da jih vrže čez most v reko spodaj. V levem kotu pa novi vladar sam o pomilostitvi razpravlja z nekaj svetovalci. 